# Pablo Sarabia
Pablo Sarabia García (* 11. Mai 1992 in Madrid) ist ein spanischer Fußballspieler. Zumeist spielt er im linken Mittelfeld oder als Außenstürmer.

## Karriere

### Verein
Sarabia begann seine Laufbahn mit acht Jahren in der Fußballakademie Escuela de Fútbol Madrid Oeste Boadilla in Boadilla del Monte. Im Sommer 2004 wechselte der damals 12-Jährige in den Nachwuchs von Real Madrid. In der zweiten Hälfte der Saison 2009/10 stieg der Flügelspieler in die Zweitmannschaft des Klubs Real Madrid Castilla auf und feierte am 3. Januar 2010 gegen Alcorcón sein Debüt in der Segunda B. In dieser Saison gewann er mit Real Madrids A-Jugend auch die Copa de Campeones, die spanische U-19-Vereinsmeisterschaft. Sein erstes Spiel für die Profimannschaft der „Königlichen“ bestritt Sarabia am 8. Dezember 2010 in der Champions-League-Gruppenphase gegen AJ Auxerre. Im Juli 2011 unterschrieb Sarabia einen bis 2016 laufenden Vertrag beim FC Getafe, Real Madrid behielt eine Rückkaufoption.
Nachdem er mit Getafe in die Segunda División abgestiegen war, wechselte er zur Saison 2016/17 zum Erstligisten FC Sevilla, bei dem er einen Vierjahresvertrag erhielt. In drei Spielzeiten absolvierte er 101 Ligaspiele, in denen er 26 Tore erzielte.
Zur Saison 2019/20 wechselte Sarabia in die französische Ligue 1 zu Paris Saint-Germain. Er unterschrieb beim amtierenden Meister einen Vertrag mit einer Laufzeit bis zum 30. Juni 2024.
Ende August 2021 wechselte Sarabia am letzten Tag der Transferperiode bis zum Ende der Saison 2021/22 auf Leihbasis in die portugiesische Primeira Liga zu Sporting Lissabon. Im Gegenzug wechselte Nuno Mendes zu PSG.
Im Januar 2023 verließ der Spieler Paris und schloss sich den Wolverhampton Wanderers an. Im Sommer 2025 veließ er den Verein nach Auslaufen seines Vertrages. Daraufhin wechselte er nach Katar zu Al-Arabi.

### Nationalmannschaft
Mit der Nationalmannschaft nahm Sarabia an der U-17-Fußball-Europameisterschaft 2009 teil, wo die Spanier jedoch bereits in der Vorrunde ausschieden. Nur wenige Monate darauf stand er auch im Aufgebot für die U-17-Fußball-Weltmeisterschaft, bei der er in sieben Spielen ein Tor erzielen und mit seiner Mannschaft die Bronzemedaille gewinnen konnte. Bei der U-19-EM 2011 holte er durch ein 3:2 im Finale gegen Tschechien mit Spanien den Titel. Er selbst brachte es in fünf Spielen auf zwei Tore. Im Juni 2013 gewann er mit seiner Auswahl die U-21-Europameisterschaft.
Bei der Europameisterschaft 2021 stand er im spanischen Aufgebot, das im Halbfinale gegen Italien ausschied.

## Erfolge
Real Madrid
- Spanische U19-Meisterschaft 2009/10

Paris Saint-Germain
- Französischer Meister (2): 2020, 2022
- Französischer Pokalsieger (2): 2020, 2021
- Französischer Ligapokalsieger (1): 2020
- Französischer Supercupsieger (3): 2019, 2020, 2022

Sporting Lissabon
- Portugiesischer Ligapokalsieger (1): 2022

Nationalmannschaft
- U17-Weltmeisterschaft 2009: Bronze
- U19-Europameister: 2011
- U21-Europameister: 2013
- UEFA-Nations-League-Sieger: 2023